# Mistrovství světa v alpském lyžování 1989
30. Mistrovství světa v alpském lyžování proběhlo v termínu od 2. února do 12. února 1989 ve americkém Vail, Colorado.

## Medailisté

### Muži
| Soutěž      | Zlato              | Stříbro           | Bronz             |
| Sjezd       | Hans-Jörg Tauscher | Peter Müller      | Karl Alpiger      |
| Slalom      | Rudolf Nierlich    | Armin Bittner     | Marc Girardelli   |
| Obří slalom | Rudolf Nierlich    | Helmut Mayer      | Pirmin Zurbriggen |
| Super G     | Martin Hangl       | Pirmin Zurbriggen | Tomaž Čižman      |
| Kombinace   | Marc Girardelli    | Paul Accola       | Günther Mader     |

### Ženy
| Soutěž      | Zlato              | Stříbro            | Bronz           |
| Sjezd       | Maria Walliserová  | Karen Percy        | Karin Dedler    |
| Slalom      | Mateja Svet        | Vreni Schneiderová | Tamara McKinney |
| Obří slalom | Vreni Schneiderová | Carole Merle       | Mateja Svet     |
| Super G     | Ulrike Maierová    | Sigrid Wolfová     | Michaela Gerg   |
| Kombinace   | Tamara McKinney    | Vreni Schneiderová | Brigitte Oertli |

## Přehled medailí
| Pořadí         | Stát                   | Zlato | Stříbro | Bronz | Celkově |
| 1              | Švýcarsko              | 3     | 5       | 3     | 11      |
| 2              | Rakousko               | 3     | 2       | 1     | 6       |
| 3              | Západní Německo        | 1     | 1       | 2     | 4       |
| 4              | Jugoslávie             | 1     | -       | 2     | 3       |
| 5              | Lucembursko            | 1     | -       | 1     | 2       |
| 5              | Spojené státy americké | 1     | -       | 1     | 2       |
| 5              | Francie                | -     | 1       | -     | 1       |
| 5              | Kanada                 | -     | 1       | -     | 1       |
| Medailové sady | Medailové sady         | 10    | 10      | 10    | 30      |